# 笛吹川 (映画)
『笛吹川』（ふえふきがわ）は、1960年に松竹が製作・配給した木下惠介監督・脚本の日本映画である。原作は深沢七郎の同名小説。

## 概要

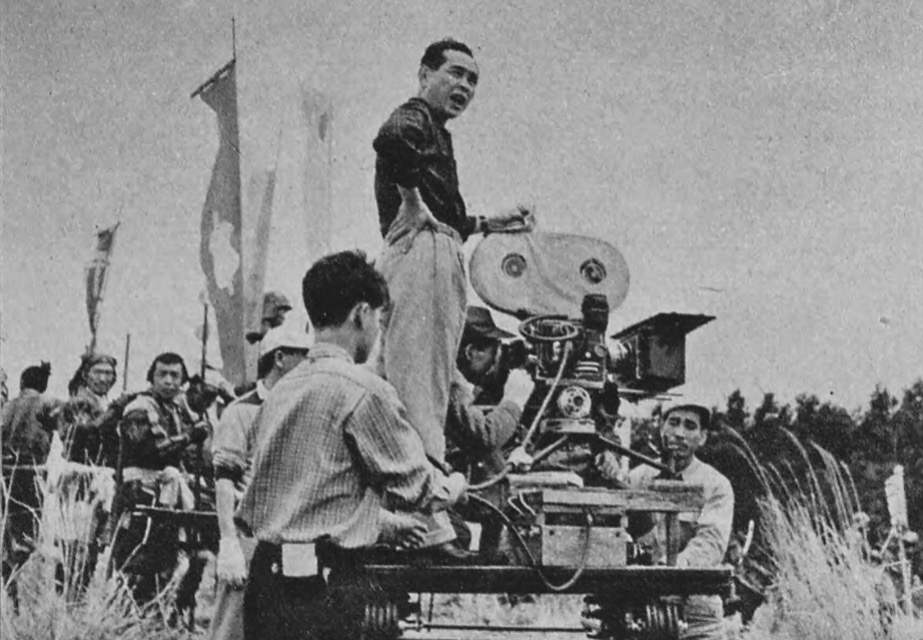
撮影中の木下惠介監督

1958年4月、深沢七郎は書き下ろし長編『笛吹川』（中央公論社）を刊行した。木下は同書を原作とする脚本を書き上げ、1960年に映画製作に着手した。高峰秀子はこの作品のオファーにあたり、18歳の少女から85歳の老婆まで一人で演じなければならなかったため、東宝より床山である小林繁雄を借り受けて欲しいと松竹に条件を出し、これを飲ませた。
1960年4月上旬に撮影は開始された。富士山の裾野、静岡県御殿場市、長野県長野市、須坂市、千曲川などで撮影が行われた。
長野市でロケ撮影が行われていた6月4日、長野県庁広場で同県の安保阻止中央総決起大会が開かれた。出演者の高峰、田村高廣、荒木道子、監督の木下らは安保批判の会のメンバーとともに同大会に参加。4人は壇上に立ち、「戦争はいやです。みなさんがんばってください」と訴えた。高峰はさらに大会終了後のデモ隊の先頭に立ち、市内を行進した。
撮影は8月まで行われ、同月から9月にかけてモノクロフィルムに部分的に色を焼き付ける処理が行われた。10月19日、劇場公開された。
高峰は著書『わたしの渡世日記』において、「『笛吹川』は、木下恵介作品の中で、最も重要な作品だと私は思っているし、日本映画の中でも傑出した映画のひとつだと信じている」と述べている。

## 出演者
- おけい：高峰秀子
- 定平：田村高廣
- 惣蔵：六代目市川染五郎（二代目松本白鸚）
- ウメ：岩下志麻
- 次郎：川津祐介
- 平吉：田中晋二
- 安蔵：初代中村萬之助 (二代目中村吉右衛門)
- 虎吉：渡辺文雄
- おじい：加藤嘉
- 聖道夫人：井川邦子
- ミツ：山岡久乃
- タツ：荒木道子
- ヒサ：小林トシ子
- 半平：織田政雄
- 勝やん：安部徹
- 武田勝頼：武内亨
- 黒駒の嫁：市原悦子
- 武田聖道：浜田寅彦
- 老女：原泉
- 方丈：小笠原章二郎
- 権さん：小林十九二

- 上杉謙信：八代目松本幸四郎（初代松本白鸚）
- 武田信玄：十七代目中村勘三郎

## スタッフ
- 製作・脚本・監督：木下惠介
- 原作：深沢七郎
- 撮影：楠田浩之
- 音楽：木下忠司
- 美術：伊藤熹朔